# Richard Seeley
Richard Seeley (* 30. April 1979 in Powell River, British Columbia) ist ein ehemaliger kanadischer Eishockeyspieler und derzeitiger -trainer sowie -funktionär, der seit der Saison 2018/19 die Ontario Reign aus der American Hockey League als General Manager leitet.

## Karriere
Richard Seeley begann seine Karriere als Eishockeyspieler in der Saison 1995/96 bei den Powell River Kings in der kanadischen Juniorenliga British Columbia Hockey League. Anschließend war der Verteidiger drei Jahre lang in der Western Hockey League für die Lethbridge Hurricanes und Prince Albert Raiders aktiv. In diesem Zeitraum wurde er im NHL Entry Draft 1997 in der sechsten Runde als insgesamt 137. Spieler von den Los Angeles Kings ausgewählt, für die er allerdings nie spielte. Stattdessen trat er in den folgenden sieben Jahren für die Lowell Lock Monsters, Manchester Monarchs, Bridgeport Sound Tigers und Norfolk Admirals in der American Hockey League (AHL), sowie die Trenton Titans in der ECHL an.
Für die Saison 2006/07 erhielt Seeley einen Vertrag bei den Duisburger Füchsen aus der Deutschen Eishockey Liga, für die er in 48 Spielen zwei Tore erzielte und 17 Vorlagen gab. Anschließend wechselte er in die Österreichische Eishockey-Liga, in der er je eine Spielzeit lang für die Vienna Capitals und den EHC Linz auf dem Eis stand. Zur Saison 2009/10 wurde der Kanadier schließlich vom kroatischen Erste Bank Eishockey Liga-Neuling KHL Medveščak Zagreb verpflichtet, für den er in insgesamt 39 Spielen ein Tor erzielte und sechs Vorlagen gaben. Im Anschluss verbrachte er noch ein Jahr bei den Belfast Giants in Nordirland, bevor er seine aktive Karriere beendete.
2015 wurde er als erster Cheftrainer der neu gegründeten Manchester Monarchs aus der ECHL vorgestellt. Diese Position hatte der drei Jahre lang inne, bevor er innerhalb der Organisation zu den Ontario Reign aus der AHL aufstieg und dort die Funktion des General Managers übernahm.